# Iglesia colegial de Poznan
La basílica de Nuestra Señora del Perpetuo Socorro en Poznan Fara (en polaco: Fara Poznańska), también conocida informalmente como Poznan Fara o iglesia colegial de Poznan, es una basílica menor católica situada en el casco antiguo de Poznan (Polonia). Este famoso santuario está dedicado a la Virgen María y es uno de los monumentos históricos más reconocibles de la ciudad, el templo cristiano más importante de la misma junto con la catedral de Poznan y el mejor ejemplo de arquitectura barroca que se conserva en el país.
Su nombre completo es «basílica de Nuestra Señora del Perpetuo Socorro y los santos María Magdalena y Estanislao de Cracovia». Actualmente forma parte de la Arquidiócesis de Poznan de la Iglesia latina.
Erigida entre 1651 y 1701, el edificio fue construido por maestros polacos e italianos en estilo barroco, incorporando algunos elementos arquitectónicos romanos como las monumentales columnas corintias en su interior. En el siglo xviii, el artesano Pompeo Ferrari diseñó el altar principal, que tiene 17 metros de altura, y la entrada principal desde el casco antiguo. En 1876, se instaló en la iglesia un órgano fabricado por Friedrich Ladegast. La iglesia, al igual que la mayor parte de la ciudad, se salvó de la destrucción durante la Segunda Guerra Mundial.
El papa Benedicto XVI elevó el templo a la categoría de basílica menor mediante un decreto de 17 de junio de 2010.

## Historia
En 1570, el obispo Adam Konarski llevó a los jesuitas a Poznan, a quienes se les autorizó que ocuparan la antigua iglesia de San Estanislao. En 1651, empezó la construcción de un nuevo templo, cuyo proyecto probablemente fue enviado desde Roma. No obstante, tradicionalmente se ha considerado como autor del proyecto a Bartłomiej Nataniel Wąsowski, rector del colegio jesuita de Poznan y teórico de la arquitectura. El inicio de las obras (hasta 1652) fue dirigido por Tomasz Poncino, nacido en Italia. El diluvio sueco (1655-1660) hizo que se suspendieran las obras. En 1705, la iglesia fue consagrada, aunque todavía estaba incompleta. Entre los años 1727 y 1732, Pompeo Ferrari remodeló la entrada principal y el interior, poniendo así fin a la última fase de su construcción.
Después del incendio de 1773 y el derrumbe en 1780 de la cercana iglesia colegial de María Magdalena, la Poznan Fara se convirtió en la nueva sede del clero de la ciudad. En 1913, se inició la renovación de todo el complejo, pero las obras se interrumpieron por la Primera Guerra Mundial. Durante la invasión alemana de Polonia y la Segunda Guerra Mundial, la iglesia se salvó de la destrucción, pero la Wehrmacht la despojó de sus ricos ornamentos y la transformó en un almacén. Los daños de la guerra fueron reparados en 1950.

## Supuesto fantasma
De acuerdo con una leyenda, una mujer fantasmal vestida con ropas negras de luto se aparece en el balcón del órgano, de difícil acceso. El fantasma habría sido avistado en numerosas ocasiones, que han aparecido en la televisión y en las noticias. Se dice que esta mujer atormentada donó en la década de 1870 una gran suma de dinero para comprar el órgano de la iglesia, pero fue traicionada por su amante y, con el corazón roto, condenada a proteger el instrumento, el cual permanece cerrado y su acceso prohibido a los turistas.

## Galería de imágenes

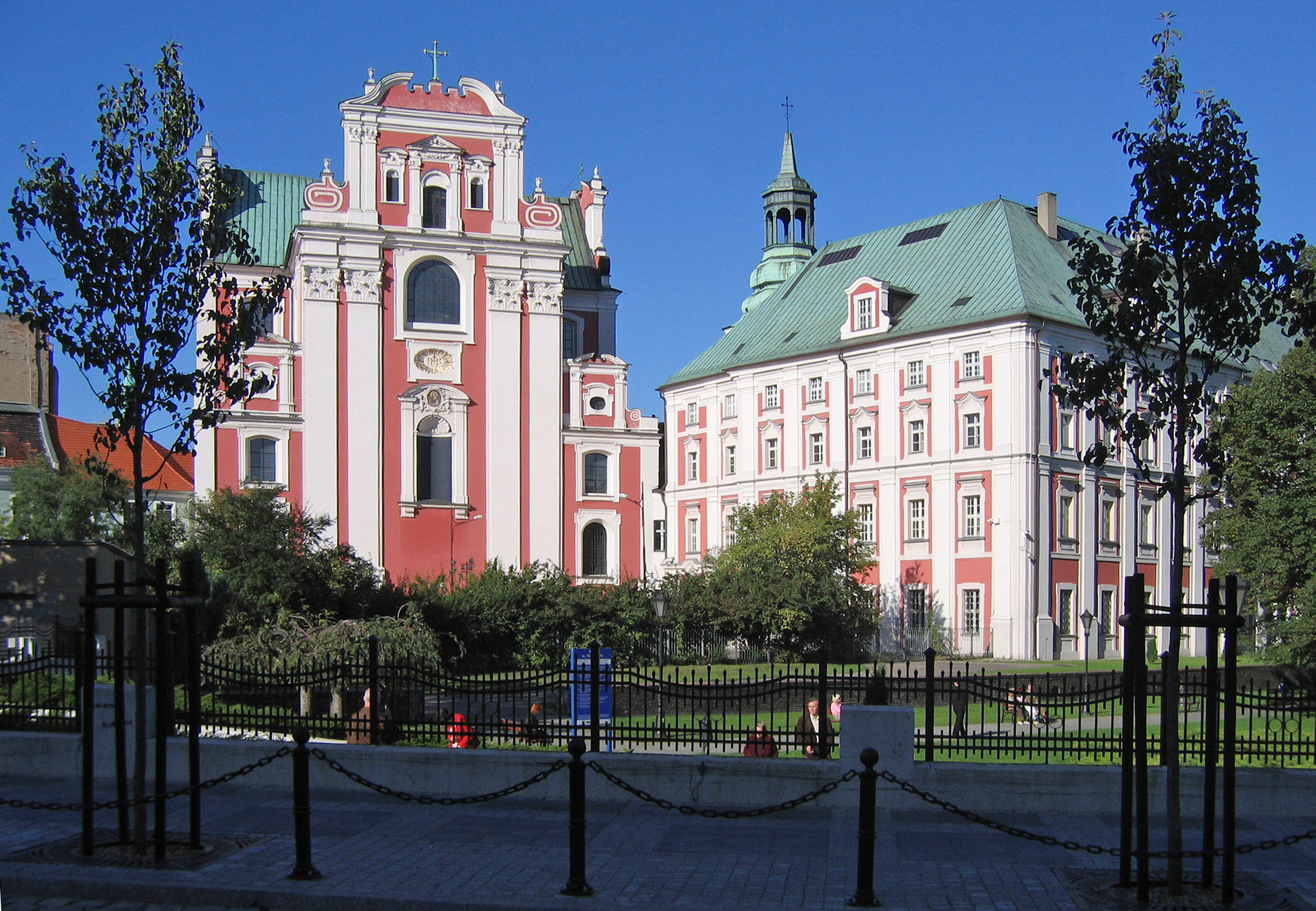
La iglesia vista desde el lado norte (posterior).
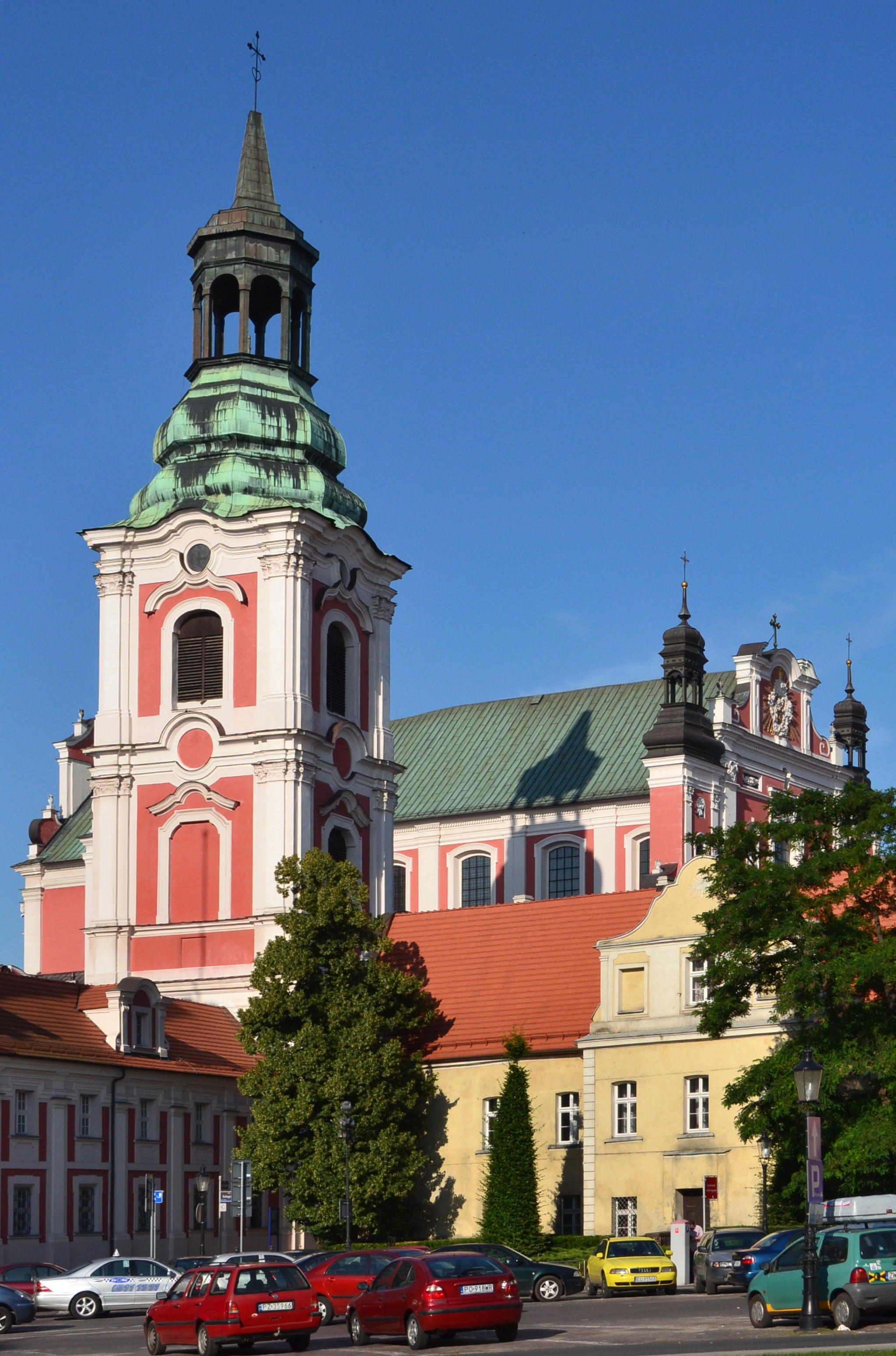
La torre principal cerca del colegio jesuita.
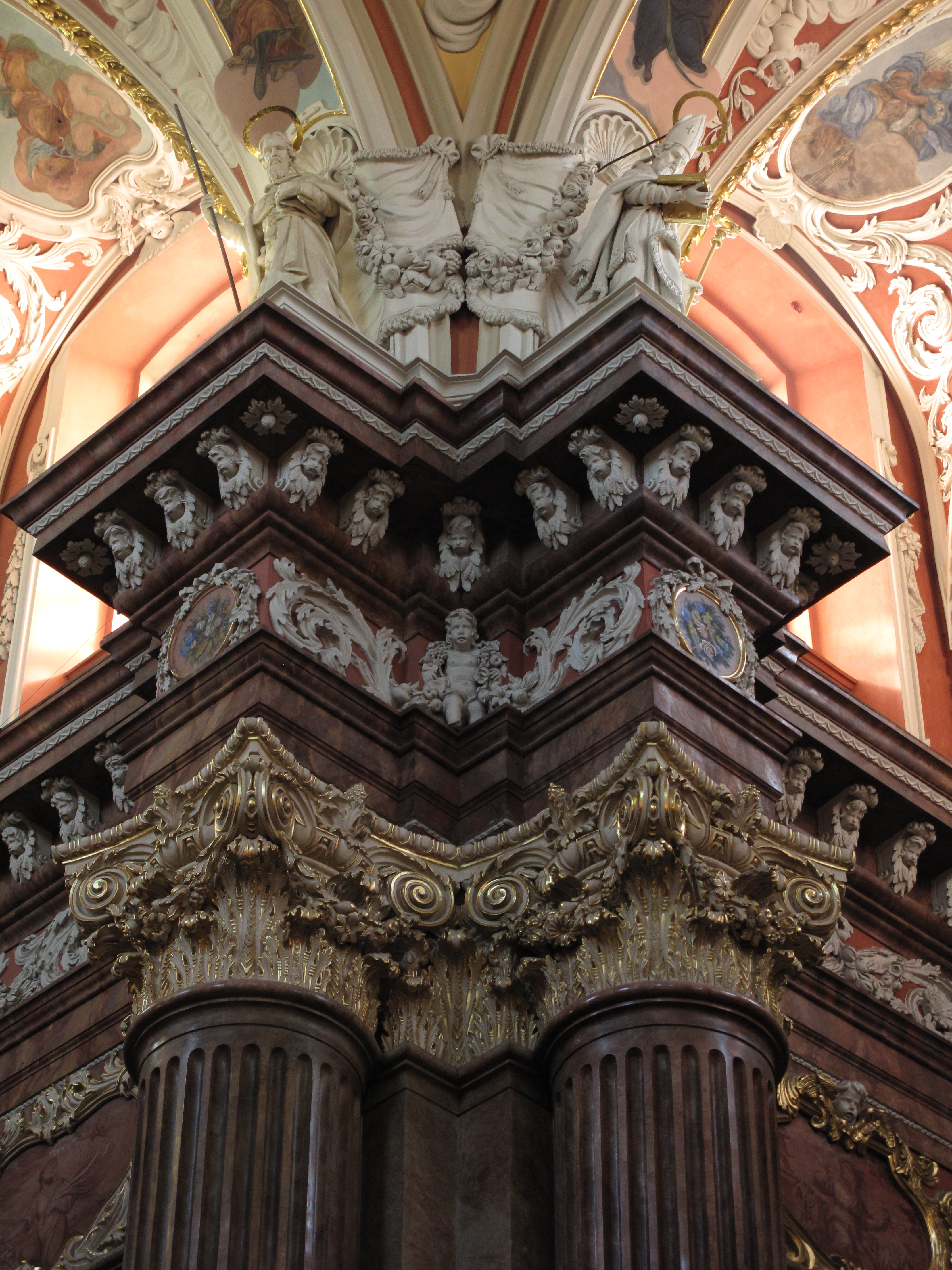
Las columnas corintias y los pilares de apoyo.
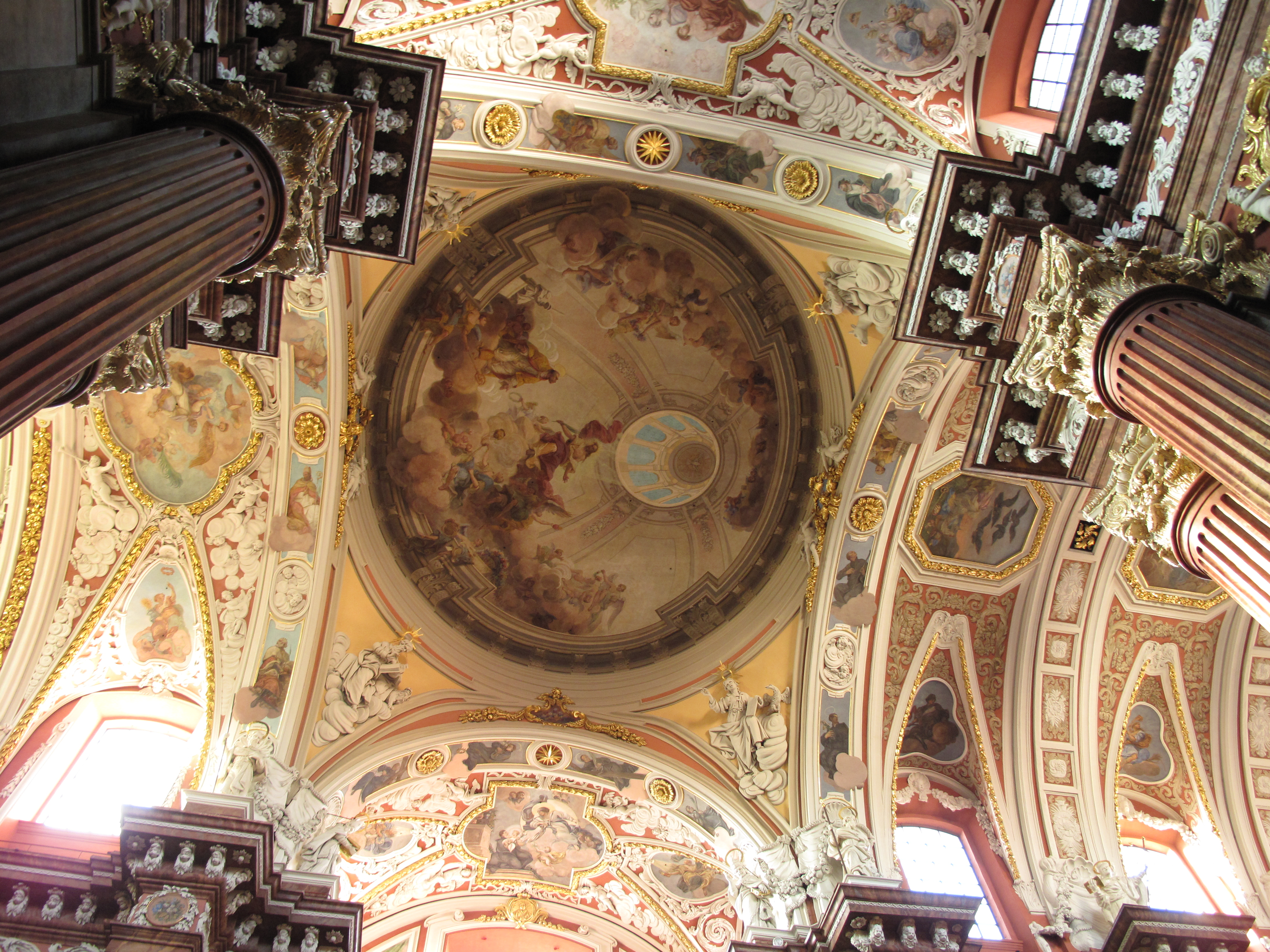
El fresco de la cúpula.
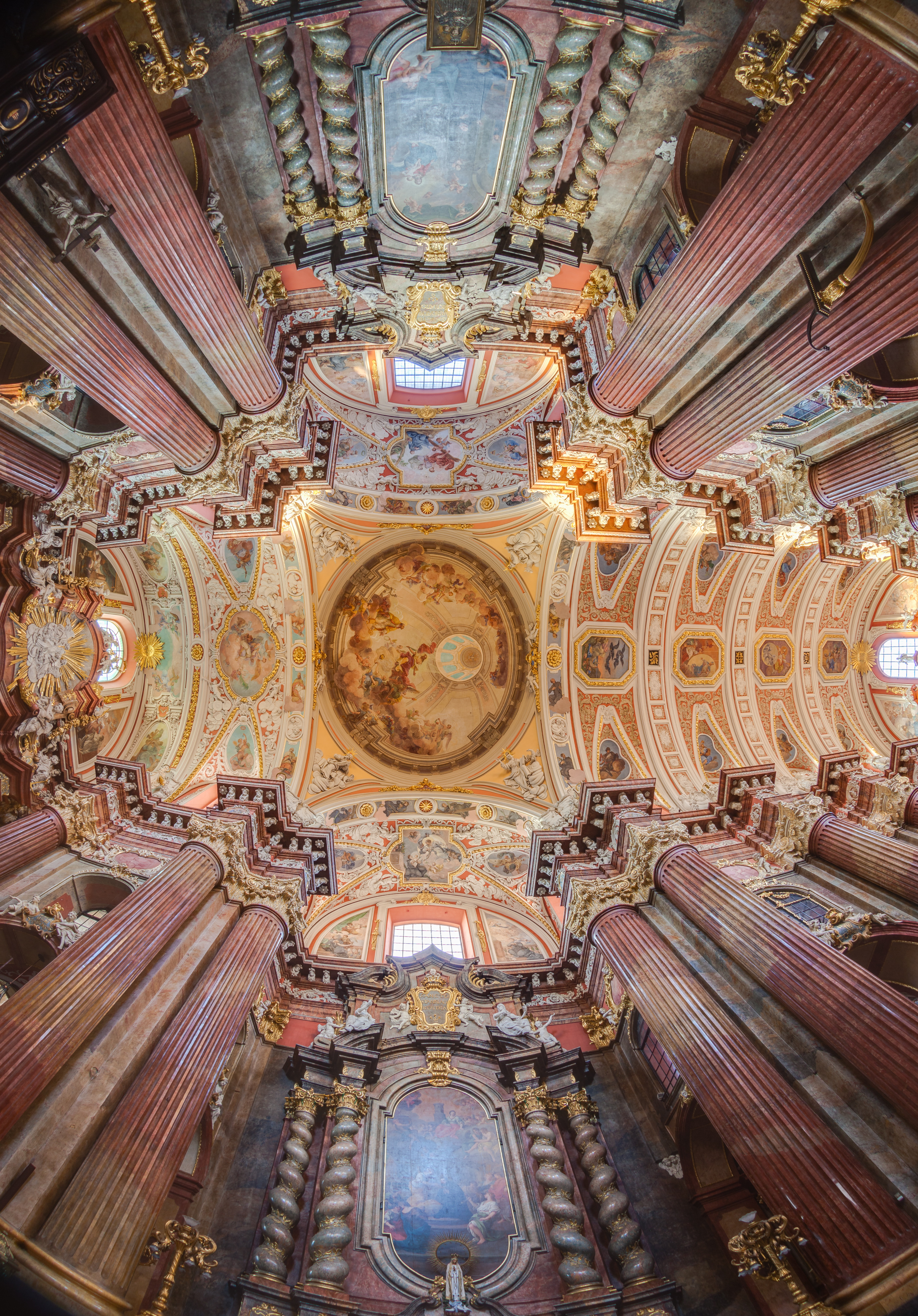
El interior de la iglesia.